# Fábrica de Seda de Tomioka

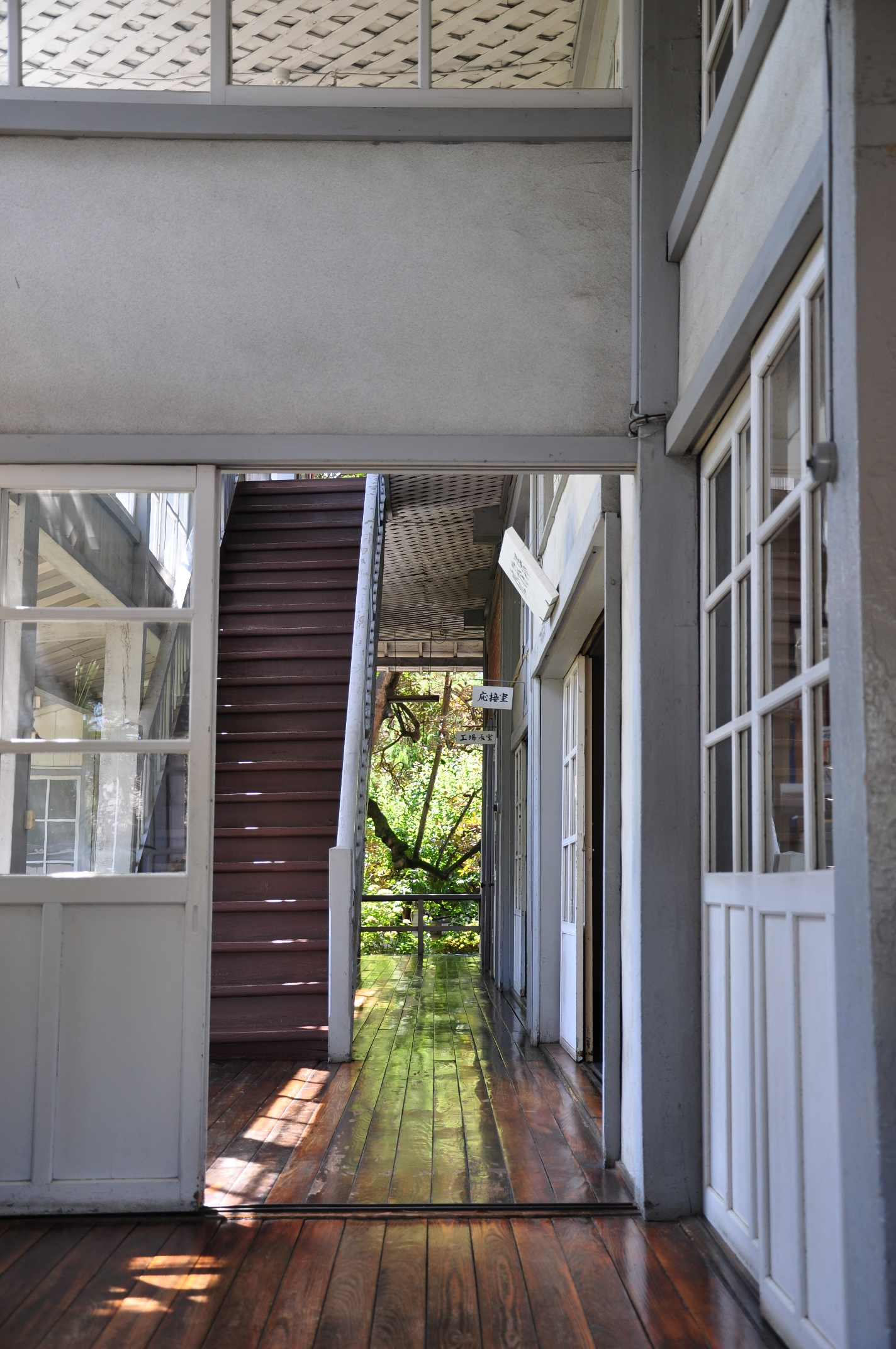
Escritório da fábrica

A Fábrica de Seda de Tomioka é a mais antiga fábrica de seda do Japão, tendo sido construída em 1872 pelo governo japonês com o objetivo de introduzir máquinas modernas na confeção de seda proveniente da França e assim difundir sua tecnologia por todo o país. A fábrica foi designado pelo governo como um local histórico e todas as suas edificações estão preservadas em boas condições. Ela esta localizada em Tomioka, na região de Gunma, a cerca de 100 km a noroeste de Tóquio.

## História
Logo após a Restauração Meiji no final do Século XIX, o governo japonês incentivou a modernização do país a fim de conseguir mercados em outros países, principalmente Europa. A seda crua japonesa era o produto de exportação mais importante e sustentava o crescimento da economia japonesa naquele momento. O governo decidiu estabelecer a fábrica de Seda de Tomioka com o que havia de maquinaria mais sofisticada na época, a fim de melhorar a qualidade da seda crua.
A construção começou em 1871 e terminou em julho do mesmo ano. Três meses depois a fábrica começou a operar. No começo, havia 150 máquinas de tecer seda e cerca de 400 trabalhadoras que as operavam. O estilo de vida das trabalhadoras foi mantida no diário de uma delas, Wada Ei.
A Fábrica de Seda de Tomioka oferecia uma seda crua de alta qualidade. Mas mesmo com esta ótima seda, a sua reputação além-mar continuava no vermelho. Mesmo após reduzir os custos, continuaram a enfrentar défices crônicos, motivo de o governo decidir privatizar a fábrica e transferiu o negócio ao Grupo Mitsui em 1893. Em 1902 o negócio mudou de mãos de novo, para o Grupo Hara.
Em 1939, a fábrica de Seda de Tomioka foi transferido para as Indústrias Katakura, a maior companhia de seda do Japão. A fábrica contribuiu ativamente para o crescimento da economia do Japão durante e após a Segunda Guerra Mundial. A fábrica foi fechada em 1987 sendo designada como um local histórico pelo governo japonês em 2005 e Patrimônio da Humanidade da UNESCO em 2014.

## UNESCO
A fábrica de Seda de Tomioka foi incluído na lista de patrimônio Mundial da UNESCO por "ilustrar o desejo do Japão de rapidamente acessar as melhores técnicas de produção em massa e de se tornar um elemento decisivo na renovação da sericultura e da indústria da seda no Japão no último quarto do século XIX"